# Kösrelik, Yayladağı
Kösrelik là một xã thuộc huyện Yayladağı, tỉnh Hatay, Thổ Nhĩ Kỳ. Dân số thời điểm năm 2011 là 278 người.